# Весёлая Куть
Весёлая Куть — упразднённая заимка в Ангарском районе Иркутской области России. Входила в состав Одинского муниципального образования. Исключена из учётных данных в 1999 году

## География
Располагалась на левом берегу реки Малая Еловка (приток реки Китой), на расстоянии примерно в 6 км по прямой к югу от города Ангарск.

## История
Постановлением губернатора Иркутской области от 18 июня 1999 года № 73-пг заимка исключена из учётных данных.